# Стефаник Василь Ілліч
Васи́ль Іллі́ч Стефа́ник (2 січня 1939, с. Русів, Снятинського повіту— 7 січня 2010, Чернівці) — український науковець, біолог, кандидат біологічних наук, письменник, поет.

## Біографія
Першу шкільну науку отримав від педагога та письменника з Покуття Івана Федорака. Навчався на біологічному факультеті Чернівецького університету ім. Ю. Федьковича.
1975 року захистив дисертацію на ступінь кандидата біологічних наук та отримав звання доцента. Основними науковими інтересами молодого вченого були дослідження флори та фауни Українських Карпат, проблеми охорони та збереження їх унікальності, методика екологічного виховання. Спільно зі своїми студентами він створював наукові гуртки, члени яких зацікавлено вивчали рослинний світ Буковини та Прикарпаття.
У 1978 — 1985 роках Василь Стефаник працював завідувачем кафедрою ботаніки, у 1985—1995 роках — деканом біологічного факультету Чернівецького університету ім. Ю. Федьковича.

## Відзнаки і нагороди
Лаураеат Соросівського ґранту з номінації «доцент». За значні дослідження в організації заповідних територій цих зон Стефанику присвоїли звання «Відмінник охорони природи УРСР», «Відмінник народної освіти України».

## Праці
Василь Стефаник — автор понад 70 наукових праць з проблем флористики Українських Карпат та екологічного виховання населення, численних наукових статей та праць, співавтор книжки «Визначення рослин України», кількох томів «Атласу флори Європи» (Ґельсінкі), монографії «Флора Буковини» та навчального посібника «Екологія».

## Літературна діяльність
Перу Василя Стефаника належать й науково-популярні книжки: «Оленчина ботаніка», «Популярна екологія», збірка віршів «Гуцульська елегія». 2008 року у видавництві «Буковинського журналу», вийшла у світ книжка В. Стефаника «Шевченкове природознавство».